# الکساندر مکلین
الکساندر مکلین (انگلیسی: Alex MacLean؛ زادهٔ ۱ ژانویهٔ ۱۹۴۷) عکاس، و معمار اهل ایالات متحده آمریکا است.